# Перал (Кадавал)
Перал (порт. Peral) — район (фрегезия) в Португалии, входит в округ Лиссабон. Является составной частью муниципалитета Кадавал. По старому административному делению входил в провинцию Эштремадура. Входит в экономико-статистический субрегион Оэште, который входит в Центральный регион. Население составляет 953 человека на 2001 год. Занимает площадь 16,39 км².
Покровителем района считается Святой Себастьян (порт. São Sebastião).